# Кутум (станция)
Куту́м — железнодорожная станция Астраханского отделения Приволжской железной дороги на линии Астрахань — Кизляр. На станции заканчивается идущая от Астрахани контактная сеть, далее — неэлектрифицированный путь (электрифицирован участок от станции Аксарайская по станцию Кутум включительно). Названа по одоноимённому рукаву дельты Волги, пересекаемому железной дорогой рядом с платформой «Софьи Перовской».

## Описание
Станция расположена в Советском районе города Астрахани по адресу: станция Кутум, 1. Осуществляются пассажирские пригородные и грузовые перевозки. Через станцию осуществляются пригородные перевозки на Астрахань II, Олейниково, АГПЗ (ГПЗ), Артезиан, Аксарайскую II.
Кутум — крупная грузовая станция, имеющая 16 путей общего пользования, к которым примыкают 26 подъездных путей предприятий; наиболее крупные грузоотправители — Астраханский завод ЖБИ, ТЭЦ-2, Астраханский ПМК № 4 и Астраханский тепловозоремонтный завод. Грузовой двор станции занимает площадь 47,7 гектара.

## История
Станция Кутум образована на базе погрузочной конторы станции Астрахань I приказом МПС в апреле 1965 года. Возрастающий объём грузовых перевозок, необходимость механизированной обработки грузов потребовали создание
Астраханской механизированной дистанции погрузочно-разгрузочных работ Приволжской железной дороги (станция Кутум). Станция оказывает широкий спектр транспортных услуг: погрузочно-разгрузочные работы, транспортно-экспедиционное обслуживание, услуги отдела таможенного регулирования.

## Общественный транспорт
С северной стороны, на перекрёстке Звёздной улицы и проезда Воробьёва, располагается автобусная остановка "Проезд Воробьёва". На ней останавливаются следующие маршруты наземного транспорта:
- Остановка на Звёздной улице, 9 — автобусы № М2, 4, 9, 73; маршрутные такси № 7с, 9с, 27с.
- Остановка на чётной стороне Звёздной улицы — автобусы № 73.
- Остановка на проезде Воробьёва — автобусы № 9, 21, 63; маршрутные такси № 7с, 9с и 21ск.

## Грузовые перевозки
Транспортно-логистический хаб на станции Кутум способен принимать на экспорт и импорт свыше 1 млн тонн грузов в год.
В 2023 году через хаб было транспортировано 100 000 тонн грузов. 

## Галерея
| Внешние изображения     | Внешние изображения                     |
| ----------------------- | --------------------------------------- |
| Станция Кутум. 2006 год |                                         |
|                         | Станция Кутум на сайте www.parovoz.com. |

| Внешние изображения         | Внешние изображения                     |
| --------------------------- | --------------------------------------- |
| ДСП станции Кутум. 2006 год |                                         |
|                             | Станция Кутум на сайте www.parovoz.com. |

| Внешние изображения                                                            | Внешние изображения                     |
| ------------------------------------------------------------------------------ | --------------------------------------- |
| Окончание электрификации астраханского узла. Горловина станции Кутум. 2006 год |                                         |
|                                                                                | Станция Кутум на сайте www.parovoz.com. |

| Внешние изображения                         | Внешние изображения                    |
| ------------------------------------------- | -------------------------------------- |
| «Железный коридор». Станция Кутум. 2007 год |                                        |
|                                             | Санция Кутум на сайте www.parovoz.com. |